# Rush County (Kansas)
Rush County is een county in de Amerikaanse staat Kansas.
De county heeft een landoppervlakte van 1.860 km² en telt 3.551 inwoners (volkstelling 2000). De hoofdplaats is La Crosse.